# 천갈궁
천갈궁(天蝎宮, ♏, 그리스어: Σκορπιός, "스콜피오스", 라틴어: "Scorpio")은 황도대에서 여덟번째 점성술의 별자리이다. 이것은 황도대의 210~240도, 황도 좌표계의 207.25도와 234.75도 사이에 걸쳐있으며, 태양은 매년 평균 10월 23일과 11월 22일 사이에 이 구간을 지난다.
항성황도대 점성술에서 태양은 (거의) 11월 16일부터 12월 15일까지 천칭자리를 지난다. 이 기간들에 태어난 개인들은 그들이 동의하는 점성술 체계에 따라, 전갈자리 태생의 사람들(Scorpios)이라고 불릴 수도 있다.

## 관련 행성
점성술에서 한 행성의 거주지는 그것이 주인 지위를 가지는 별자리이다. 전갈자리의 주인이라 불리는 행성은 화성이다. 그러나, 화성을 주인으로 사용하는 고전스타일 점성가와는 달리 대부분의 현대심리 점성가들은 명왕성을 주인으로 사용한다.

## 같이 보기
- 천문 기호
- 띠 (생초)
- 사이 (점성술)

## 참고 문헌

### 인용
1. ↑  Heindel, 81쪽.

### 자료
- Heindel, Max. 《Simplified Scientific Astrology: A Complete Textbook on the Art of Erecting a Horoscope, with Philosophic Encyclopedia and Tables of Planetary Hours》 4판. Rosicrucian Fellowship. OCLC 36106074., OCLC 36106074